# Fußball-Verbandspokal 2004/05
Über den Fußball-Verbandspokal 2004/05 wurden die Teilnehmer der 21 Landesverbände des DFB am DFB-Pokal 2005/06 ermittelt. Die Sieger der Verbandspokale waren zur Teilnahme an der ersten Runde des DFB-Pokals berechtigt. Die drei Landesverbände mit den meisten Herrenmannschaften im Spielbetrieb – Bayern, Niedersachsen und Westfalen – entsendeten zusätzlich jeweils den unterlegenen Finalisten. Somit qualifizierten sich 24 Amateurvereine über die Verbandspokale für den nationalen Pokalwettbewerb.

## Endspielergebnisse
Die Tabelle gibt eine Übersicht über die Verbandspokal-Endspiele der Saison 2004/05. Die Abkürzungen hinter den Vereinsnamen stehen für die Spielklassenzugehörigkeit der gleichen Saison: RL = Regionalliga, OL = Oberliga, VL = Verbandsliga, LL = Landesliga (in Thüringen).
| Verbandspokal-Endspiele (Saison 2004/05) |                               |                                    |                                     |                      |
| Verband | Pokal                         | Sieger                             | Finalist                            | Ergebnis             |
| Baden | BFV-Hoepfner-Cup              | TSG 1899 Hoffenheim (RL)           | SG Heidelberg-Kirchheim (VL)        | 6:0                  |
| Bayern 1 | Bayerischer Toto-Pokal        | SSV Jahn Regensburg (RL)           | FC Ingolstadt 04 (OL)               | 2:0                  |
| Berlin | Berliner-Pilsner-Pokal        | Tennis Borussia Berlin (OL)        | BFC Alemannia 90 Wacker (VL)        | 1:1 n. V., 4:3 i. E. |
| Brandenburg | Brandenburgischer Landespokal | MSV Neuruppin (OL)                 | SV Babelsberg 03 (OL)               | 2:1                  |
| Bremen | Lotto-Pokal                   | FC Bremerhaven (VL)                | KSV Vatan Spor (VL)                 | 2:1                  |
| Hamburg | ODDSET-Pokal                  | FC St. Pauli (RL)                  | SV Halstenbek-Rellingen (VL)        | 2:1                  |
| Hessen | Hessen-Pokal                  | Kickers Offenbach (RL)             | 1. FC Eschborn (OL)                 | 2:1 n. V.            |
| Mecklenburg-Vorpommern | Mecklenburg-Vorpommern-Pokal  | Hansa Rostock (Amateure) (OL)      | Greifswalder SV 04 (VL)             | 4:0                  |
| Mittelrhein | FVM-Pokal                     | 1. FC Köln (Amateure) (RL)         | Bayer 04 Leverkusen (Amateure) (OL) | 2:0                  |
| Niederrhein | Diebels-Niederrheinpokal      | Wuppertaler SV Borussia (RL)       | SSVg Velbert (OL)                   | 5:0                  |
| Niedersachsen 1 | NFV-Pokal                     | VfL Osnabrück (RL)                 | VfL Wolfsburg (Amateure) (RL)       | 1:1, 5:4 i. E. 2     |
| Rheinland | Bitburger-Rheinlandpokal      | TuS Koblenz (RL)                   | SG Roßbach/Verscheid (VL)           | 2:0                  |
| Saarland | Saarlandpokal                 | FC Kutzhof (VL)                    | 1. FC Saarbrücken (Amateure) (OL)   | 4:4 n. V., 7:6 i. E. |
| Sachsen | ODDSET-Pokal                  | FC Sachsen Leipzig (OL)            | Chemnitzer FC (RL)                  | 2:1 n. V.            |
| Sachsen-Anhalt | ODDSET-Pokal                  | MSV 90 Preussen Magdeburg (VL)     | VfB 1906 Sangerhausen (VL)          | 0:0 n. V., 4:3 i. E. |
| Schleswig-Holstein | SHFV-Lotto-Pokal              | Holstein Kiel (RL)                 | SV Henstedt-Rhen (VL)               | 4:1                  |
| Südbaden | SBFV-Rothaus-Pokal            | FC 08 Villingen (OL)               | SC Freiburg (Amateure) (OL)         | 2:2 n. V., 3:1 i. E. |
| Südwest | Bitburger-Verbandspokal       | 1. FSV Mainz 05 (Amateure) (RL)    | SC Hauenstein (OL)                  | 2:0                  |
| Thüringen | ODDSET-Landespokal            | FC Rot-Weiß Erfurt (Amateure) (LL) | FC Carl Zeiss Jena (OL)             | 2:2 n. V., 5:4 i. E. |
| Westfalen 1 | Krombacher-Pokal              | Sportfreunde Siegen (RL)           | VfL Bochum (Amateure) (OL)          | 0:0, 5:4 i. E. 3     |
| Württemberg | wfv-Verbandspokal             | Stuttgarter Kickers (RL)           | Heidenheimer SB (OL)                | 3:1                  |
| 1 Aus den drei Landesverbänden mit den meisten Herrenmannschaften im Spielbetrieb (Bayern, Niedersachsen, Westfalen) nahm zusätzlich der unterlegene Pokalfinalist am DFB-Pokal teil. 2 In Niedersachsen gab es statt einer Verlängerung sofort nach Ablauf der regulären Spielzeit Elfmeterschießen. 3 In Westfalen einigten sich die Trainer der beiden Mannschaften darauf, statt der Verlängerung sofort ein Elfmeterschießen durchzuführen. |                               |                                    |                                     |                      |